# Lamenia albipennis
Lamenia albipennis är en insektsart som beskrevs av Frederick Arthur Godfrey Muir 1915. Lamenia albipennis ingår i släktet Lamenia och familjen Derbidae. Inga underarter finns listade i Catalogue of Life.